# 弗雷迪·麦康奈尔
弗雷迪·麦康奈尔（英語：Freddy McConnell；1987年—），常被称为弗雷迪或Freddy，是一位跨性別男性。

## 生平
弗雷迪·麦康奈尔出生于英国，他是《卫报》记者。弗雷迪毕业于爱丁堡大学。2012年他曾就读美国米德尔伯里学院。
2010年23岁时他发现自己是雙性人（童年时是名女孩）。
多年后想怀孕而想方设法尝试怀上孩子却失败，后成功。2018年某日深夜，他阵痛并到伊丽莎白医院采用水中分娩方式产下一子。此事传开后弗雷迪·麦康奈尔一度成名。隔年九月，高级法庭公布由于他产子（应为母亲产子）所以孩子报生纸不能承认他是名父亲。
不久后，报纸、媒体和记者都报道并刊登他生子之事，他因此二度成名。

## 相关艺术作品
他的怀胎生子历程，在英国纪录片《海马》（Seahorse）中得到再现。該纪录片於2019年上映，是一部广为人知的作品；當中，弗雷迪·麦康奈尔（即主人公Freddy）由他自己重现。